# دربحص
دربحص، روستایی از توابع بخش خضرآباد شهرستان اشکذر در استان یزد ایران است.

## جمعیت
این روستا در دهستان کذاب قرار دارد و براساس سرشماری مرکز آمار ایران در سال ۱۳۸۵، جمعیت آن ۴۵ نفر (۲۰خانوار) بوده‌است. به گفته برخی از ساکنان، نام قدیم این روستا بهشت آباد بوده است.